# Iran Fajr International 2012
Die Iran Fajr International 2012 im Badminton fanden vom 16. bis 19. Februar 2012 in Teheran statt. Das Preisgeld betrug 15.000 US-Dollar.

## Austragungsort
- Hejab ST, Keshavarz Blvd.

## Finalergebnisse
| Disziplin    | Sieger                                         | Finalist                  | Ergebnis    |
| ------------ | ---------------------------------------------- | ------------------------- | ----------- |
| Herreneinzel | Niluka Karunaratne                             | Sameer Verma              | 21-18 21-15 |
| Dameneinzel  | Neslihan Yiğit                                 | Rie Eto                   | 21-16 21-14 |
| Herrendoppel | Markus Fernaldi Gideon Agripina Prima Rahmanto | Tarun Kona Arun Vishnu    | 21-18 21-18 |
| Damendoppel  | Rie Eto Yu Wakita                              | Ayumi Tasaki Seiko Yamada | 21-15 23-21 |